# Srebrne dzwony
Srebrne dzwony – album wydany w 2007. przez wytwórnię Polskie Radio, zawierająca zestaw utworów z oratorium Katarzyny Gärtner i Ernesta Brylla Zagrajcie nam dzisiaj wszystkie srebrne dzwony, uzupełniony dwoma niepublikowanymi dotąd nagraniami Czesława Niemena pochodzącymi z tego spektaklu.

## Lista utworów
1. Marek Grechuta - Pieśń - kronika – 4:12
2. Jerzy Grunwald – Matulu, Matuleńko – 2:10
3. Halina Frąckowiak – Daleko od swej dziewczyny – 2:13
4. Stan Borys – Poleńko, pole – 3:16
5. Maryla Rodowicz – Ziemio, nasza ziemio – 6:48
6. Andrzej i Eliza – Kołysanka matki – 2:59
7. Jerzy Grunwald – Borem, lasem, drogą – 1:23
8. Halina Frąckowiak – Nie zobaczysz matko syna – 3:00
9. Maryla Rodowicz i Daniel Olbrychski – Wrócą chłopcy z wojny – 5:29
10. Halina Frąckowiak i Stan Borys – Zagrajcie nam wszystkie srebrne dzwony – 3:51
11. Stan Borys – Już idzie dzień – 3:40

nagrania dodatkowe
1. Czesław Niemen – Co się stało, matko, z moim snem – 6:43
2. Czesław Niemen – Jakże człowiek jest piękny – 6:31

(niepublikowane nagrania radiowe z kwietnia 1975)